# Ollie Bridewell
Ollie Bridewell (Etchilhampton, 10 dicembre 1985 – Kirkby Mallory, 20 luglio 2007) è stato un pilota motociclistico britannico.

## Biografia
Bridewell gareggiò a partire dal 2005 nel British Superstock Championship, e prese anche parte ad una gara del campionato europeo sul circuito di Brands Hatch.
Per il 2006 e il 2007 passò al British Superbike Championship con il Team Vivaldi, ottenendo due ottavi posti come miglior risultato. Il suo compagno di squadra era suo fratello Tommy.
Il 20 luglio 2007, Bridewell ebbe un incidente mortale sul circuito di Mallory Park durante le prove valide per la gara che si sarebbe disputata due giorni dopo: a causa della pioggia torrenziale la pista era scivolosa, il pilota perse il controllo della moto approcciando le "esse" di John Cooper. Nell'incidente Bridewell riportò gravi lesioni al collo e alla testa. Soccorso immediatamente da un'ambulanza, Bridewell fu dichiarato morto al circuito.
In proposito, il Dr.  Dhushy Kumar, riportò che all'arrivo dei soccorsi Bridewell era in arresto cardiaco. Il suo avversario Michael Rutter descrisse Bridewell come "un giovane di talento benvoluto da tutti".
Il suo funerale, tenutosi alla St Mary's Church di Bishop Cannings il 1º agosto successivo, fu seguito da circa 1300 persone. Bridewell è stato poi tumulato in forma privata nel cimitero di Etchilhampton.